# Kasper Goski
Kasper Goski (zm. 25 listopada 1576 w Poznaniu) – polski lekarz, astronom i astrolog, matematyk, filozof i samorządowiec, wielokrotny burmistrz Poznania.

## Życiorys
Pochodził z Sochaczewa, skąd wywodził się jego ojciec Piotr. Studiował w Akademii Lubrańskiego oraz na Wydziale Sztuk Wyzwolonych Uniwersytetu Krakowskiego (w latach 1541–1547). Po uzyskaniu magisterium wykładał na uniwersytecie i tytułowany był docentem. W tym okresie pełnił również funkcję rektora szkoły parafialnej przy kościele św. Anny w Krakowie. W kwietniu 1549 wyjechał do Padwy, by na tamtejszym uniwersytecie podjąć studia medyczne, na których w 1551 doktoryzował się i został lekarzem prymasa Mikołaja Dzierzgowskiego. W obecności polskiej kolonii studenckiej otrzymał laur doktorski z rąk Franciszka Frigimeligi.
W 1552 przeniósł się do Poznania, gdzie rozpoczął praktykę lekarską. Oprócz tego zajmował się także udzielaniem pożyczek w oparciu o własne kapitały. Był właścicielem domu w rynku oraz parceli na przedmieściu Glinki (Rybaki), którą uzyskał od miasta w 1567. Dwa lata później wydał rozprawę O powietrzu morowym, w której wyłożył zasady skutecznego zapobiegania epidemiom, które w jego opinii wybuchały najczęściej w przeludnionych i brudnych dzielnicach miast.
Był wielokrotnie wybierany na burmistrza Poznania, pełnił tę funkcję w latach 1555–1557, 1563, 1565, 1574–1575, a w latach 1569 i 1573 był wójtem. Reprezentował Poznań na sejmie warszawskim 1556/57 oraz na sejmach elekcyjnych w latach 1573 i 1575/76, popierając zgodnie z uzyskanymi rekomendacjami kandydaturę Henryka Walezego oraz Stefana Batorego.
Sławę oraz popularność zyskał jako astrolog, redagując od 1551 prognostyki astrologiczne wydawane w Krakowie, Wrocławiu i Wenecji. W 1571 doradził Świętej Lidze ruszyć na bój w celu uzyskania zwycięstwa świata chrześcijańskiego w wojnie z Turkami, co potwierdził wynik bitwy pod Lepanto.
Od Republiki Weneckiej otrzymał zaszczytny tytuł „męża dla Senatu i ludu weneckiego znakomicie zasłużonego” i został mianowany patrycjuszem, czyli senatorem weneckim. Wyznaczono mu także dożywotnią rentę w wysokości 300 dukatów rocznie, a na Uniwersytecie Padewskim wystawiono jego posąg.
Żonaty z Anną Koszówną, miał z nią syna Kaspra i córkę Annę. Zmarł w Poznaniu 25 listopada 1576.